# 7126 Cureau
7126 Cureau è un asteroide della fascia principale. Scoperto nel 1991, presenta un'orbita caratterizzata da un semiasse maggiore pari a 2,8442749 UA e da un'eccentricità di 0,0673872, inclinata di 1,25934° rispetto all'eclittica.